# Senyal d'àudio
Un senyal d'àudio és un senyal electrònic que és una representació elèctrica exacta d'un senyal sonor. Normalment està fitat al rang de freqüències audibles pels éssers humans situat entre els 20 i els 20.000 Hz, aproximadament (gairebé l'equivalent exacte a 10 octaves).
Atès que el so és una ona de pressió, cal un transductor de pressió (un micròfon) per a convertir les ones de pressió d'aire (ones sonores) en senyals elèctrics (senyals analògics). La conversió contrària es realitza mitjançant un altaveu, que converteix els senyals elèctrics en ones de pressió d'aire.
Un sol micròfon pot captar adequadament tot el rang audible de freqüències, en canvi per a reproduir fidedignament aquest mateix rang de freqüències solen requerir-se dos altaveus (d'aguts i greus) o més.
Un senyal d'àudio es pot caracteritzar, succintament, per la seva dinàmica (valor de pic, rang dinàmic, potència, relació senyal-soroll) o pel seu espectre de potència (amplada de banda, freqüència fonamental, harmònics, distorsió harmònica, etc.).
Així, per exemple, un senyal que representi veu humana (senyal vocal) no sol tenir informació rellevant més enllà dels 10 kHz, i de fet en telefonia fixa es prenen només els primers 4 kHz. Amb 2 kHz n'hi ha prou perquè la veu sigui comprensible, però no per a reconèixer al parlant.

## Flux de senyals
Flux de senyals és el terme utilitzat per descriure la trajectòria d'un senyal d'àudio que realitzarà des de la font (micròfon) fins al dispositiu d'altaveu o la gravació. És més freqüent en un entorn d'estudi de gravació, on el flux del senyal sol ser molt llarga i complicada com el senyal elèctric pot passar a través de moltes seccions d'un anàleg de la consola gran, equip d'àudio extern, i fins i tot per diferents habitacions.

## Com adquirir i reproduir un senyal d'àudio
La reproducció i gravació de senyals d'àudio és una inscripció elèctrica o mecànica i recreació d'ones de so, com la veu, el cant, la música instrumental, o efectes sonors. Les dues classes principals de tecnologies de gravació de so són la gravació analògica i la gravació digital. La gravació analògica acústica s'aconsegueix amb un petit micròfon de diafragma que pot detectar canvis en la pressió atmosfèrica (ones de so acústiques) i gravar-les com ones de so gràfiques en un mitjà com un fonògraf o una cinta magnètica (en la que les ones elèctriques actuals del micròfon són convertides a fluctuacions electromagnètiques (flux)) que modula un senyal elèctric. La reproducció analògica de so és un procés invers, en el que un altaveu de diafragma de mida major causa canvis en la pressió atmosfèrica per formar ones acústiques. Les ones de so generades per l'electricitat també poden ser gravades directament des de dispositius com és el micròfon d'una guitarra elèctrica o un sintetitzador, sense l'ús d'acústica en el procés de gravació.
La reproducció i gravació digital del senyal d'àudio utilitza les mateixes tecnologies analògiques, amb el complement de la digitalització de les dades i senyals sonors, deixen que aquests siguin emmagatzemats i transmesos en una major varietat de medis. Les dades numèriques binaries digitals són una representació dels punts de vector periòdics en les dades analògiques a una freqüència de mostreig la majoria de les vegades massa freqüent perquè l'oïda humana distingeixi diferències en la qualitat. Les gravacions digitals del senyal d'àudio no han de ser necessàriament a una freqüència de mostreig major, però en general se les considera de major qualitat per ser menor la interferència per la pols o la interferència electromagnètica durant la reproducció i presentar un menor deteriorament mecànic per corrosió o mal maneig del medi d'emmagatzematge.